# Instituto Nacional de Investigación en Glaciares y Ecosistemas de Montaña
El Instituto Nacional de Investigación en Glaciares y Ecosistemas de Montaña (INAIGEM) es un instituto de investigación de montaña adscrito al Ministerio del Ambiente del Perú. Tiene como propósito de fomentar y expandir la investigación científica y tecnológica en los ámbitos de los glaciares y ecosistemas de montaña, para el beneficio de la población, adoptando medidas de adaptación y mitigación en el contexto de riesgos producidos por el cambio climático.
Fue creado por Ley 30286 del 12 de diciembre de 2014 con sede principal en la ciudad de Huaraz. El primer presidente ejecutivo fue el ingeniero Benjamín Morales Arnao desde su fundación hasta agosto de 2018, reemplazada por la bióloga Gisella Orjeda Fernández quien renunció en enero de 2020. Continuó entonces, Hernando Jhonny Tavera Huarache hasta el 2023, actualmente Beatriz Fuentealba Durand es la presidenta ejecutiva.
De 2015 a 2018 publicó cinco números de la Revista de Glaciares y Ecosistemas de Montaña, con el objetivo de difundir trabajos de investigación en glaciares y ecosistemas de montaña desarrollados en los Andes, principalmente en Perú.

## Investigaciones

### Expediciones científicas al Huascarán
Del 6 al 12 de agosto de 2017 se realizó una expedición científica conformada por 10 personas a la cumbre del nevado Huascarán. Se determinó la nueva altura de la montaña utilizando un equipo GPS diferencial en 6757 m s.n.m. Se realizó una recepción de la expedición en la comunidad campesina de Musho en el distrito de Mancos, provincia de Yungay.
El 8 de julio de 2019 se inició una segunda expedición científica internacional liderada por el glaciólogo Lonnie Thompson y conformada por 8 científicos para extraer núcleos de hielo del glaciar del nevado Huascarán. El presidente Martín Vizcarra llegó al refugio Huascarán acompañando a investigadores de la Universidad Estatal de Ohio y del Instituto Nacional de Investigación de Glaciares y Ecosistemas de Montaña. La expedición tuvo que bajar a solicitud de la comunidad campesina de Musho quienes argumentaron que no se les había pedido permiso para subir al nevado. De acuerdo al antropólogo Benjamin Orlove de la Universidad de Columbia en Nueva York y docente en la escuela de posgrado de la Pontificia Universidad Católica del Perú:

Las inquietudes de los residentes locales sobre la expedición al monte Huascarán probablemente tienen su origen en varios factores. Estos incluyen el deseo de proteger la montaña y reforzar los derechos territoriales y de agua, los temores sobre los efectos de la minería y el descontento por la distribución de los ingresos del Parque Nacional Huascarán y el turismo.
Benjamin Orlove en la revista científica Nature
4 de septiembre de 2019

El Inaigem ha sido responsabilizado por parte de autoridades y comunicadores de Yungay por el conflicto con la comunidad campesina de Musho al no haber socializado e informado adecuadamente los objetivos de la expedición del 2019.